# Nguyễn Hưng Quốc
Nguyễn Hưng Quốc sinh năm 1957 tại Đà Nẵng, tên thật là Nguyễn Ngọc Tuấn, là một nhà phê bình văn học, lấy bằng tiến sĩ văn học tại Đại học Victoria, Úc. Cũng tại đó ông giảng dạy về ngôn ngữ, văn học, văn hóa và chiến tranh Việt Nam, hiện là giáo sư chủ nhiệm Ban Việt Học tại Đại học này. Ngoài ra ông là nhà nhà báo (giữ một chuyên mục thường xuyên) tại Đài VOA.

## Tiểu sử
Nguyễn Hưng Quốc tên thật là Nguyễn Ngọc Tuấn vượt biên khỏi Việt Nam năm 1985, đầu tiên sang Pháp, sau đó định cư tại Úc từ năm 1991. Khi còn ở Việt Nam, ông đã tốt nghiệp ngành sư phạm tại thành phố Hồ Chí Minh, sau đó lấy bằng tiến sĩ văn học tại đại học Victoria, Úc. Tại đại học Victoria, ông giảng dạy về ngôn ngữ, văn học, văn hóa và chiến tranh Việt Nam. Tuấn là chủ bút tạp chí Việt (1998-2001), hiện thời đồng chủ bút trang Tiền Vệ (2002~).
Ngoài ra ông còn hợp tác với một số tạp chí văn học hải ngoại như Văn, Văn Học, Hợp Lưu...

## Nhận định
- | “ | Tôi có lên tiếng phê phán chuyện này chuyện kia thì cũng từ góc độ của một nhà trí thức với thiện chí làm thế nào để xây dựng đất nước mình, văn học mình, văn hóa mình mỗi ngày một tốt hơn. | ” |